# معركة كاملان

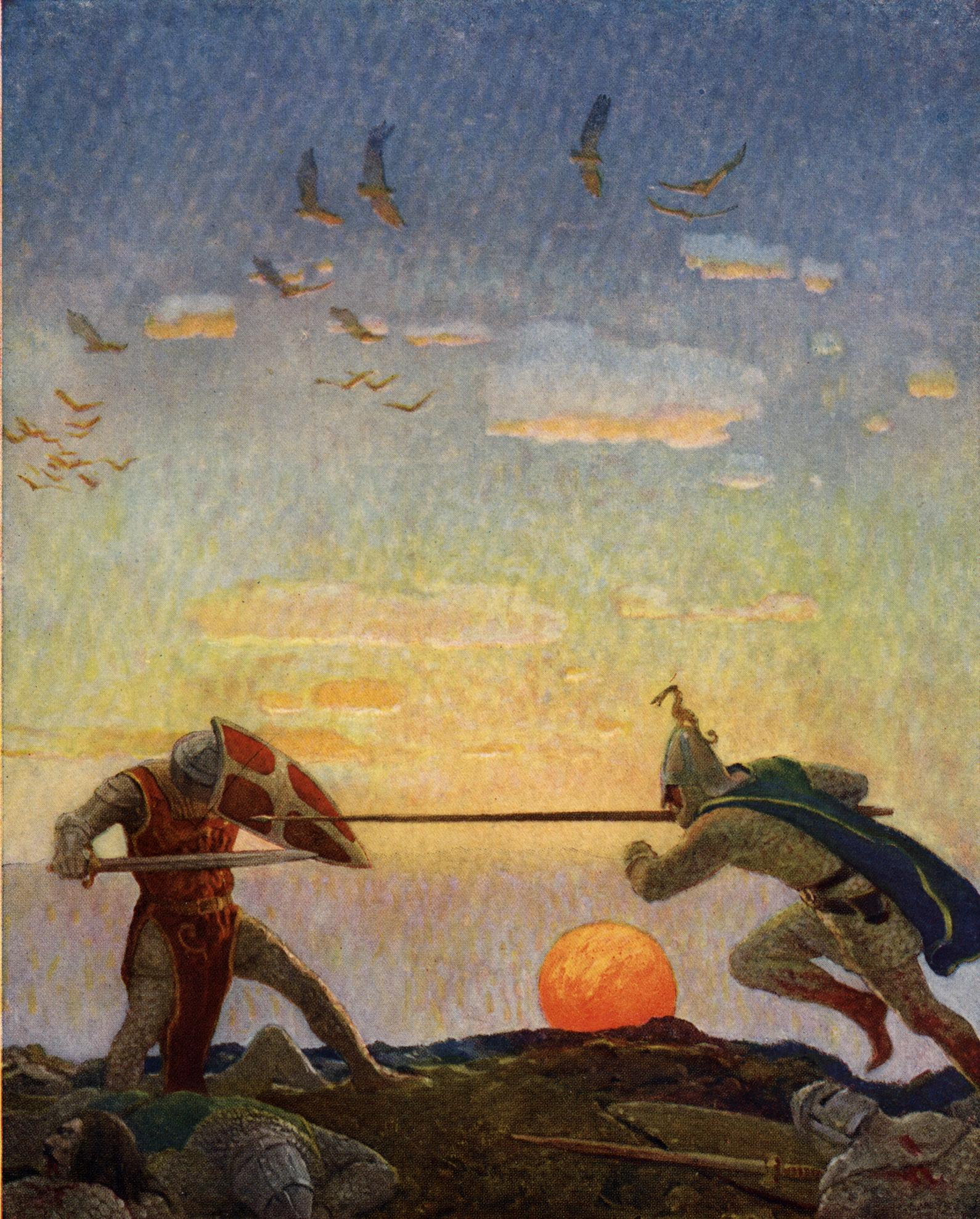
معركة كاملان بريشة نويل كونفرز وايث.

مَعْرَكة كامِلان ، مَعركة أسطُورية دَارَتْ رَحَاها في نِهاية حِكاية الملك آرثر، حيث ماتَ فيها آرثر أو أصيبَ بجروح قاتلة أثناء الِقتال إما مع أو ضد موردريد، الذي لقى حَتفه أيضًا. تظهر الأسطورة الأصلية لمَعْرَكة كاملان، المستوحاة من حدث تاريخي يُزعم أنه حدثَ في بريطانيا عام 537 ، فقط في إشارات غامضة موجودة في العديد من النصوص الويلزية التي تعود إلى العصور الوسطى والتي يرجع تاريخها إلى القرن العاشر تقريبًا. ظهرت صور المعركة الأكثر تفصيلاً منذ القرن الثاني عشر، واستندت عمومًا على صراع كارثي موصوف في التاريخ الزائف لجيفري مونماوث «تاريخ ملوك بريطانيا». تشمل متغيراتهم المزخرفة بشكل كبير من تقليد الرومانسية الفرنسية في وقت لاحق والتي تُعرف هُناك باسم معركة سالزبوري، بنثر موت آرثر الذي لا يزال شائعًا حتى اليوم.

## مَصادر تاريخ المَعركة
تمَ العُثور على أقرب إشارة تاريخية للمَعركة في القرن العاشر في السجلات الويلزية المَعروفه «بأناليس كامبريا». يشير مدخل عام 537 من السجلات إلى «صراع كاملان، حيث سقط آرثر وموردريد، وكان هناك فناء كبير في بريطانيا وأيرلندا.» ولم تحدد ما إذا كان موردريد وآرثر قاتلوا في نفس الجانب أو منَ رَبح المَعركة.
يجادل المؤرخ أندرو بريز بأن المعركة كانت تاريخية، وكانت في أعقاب المجاعة المرتبطة بأحداث الطقس القاسية الموثقة في الفترة بَين 535-536 ، والتي تسببت، على حد تعبير سجلات أناليس كامبريا، «إلى وفيات كبيرة في بريطانيا وأيرلندا». يفسر كاملان على أنه غارة على الماشية في وسط بريطانيا؛ يستشهد بريز بـ كولينجوود، إلى أن تعريف كاملان بـ «كامبوغلانا على سور هادريان» كان «مقنعًا». بمناقشة المزيد من المؤشرات التي تشير إلى أن كاملان كان حصن كامبوغلانا، بالقرب من كارلايل، استنتج بريز: "هناك كل الأسباب للاعتقاد أنه في عام 537، عندما كانت أسوار هذا المعقل مرتفعة، قُتل آرثر هناك على يد رجال مملكة راجيد، المملكة البريطانية المتمركزة في بنريث. " خلص إلى أن: «السبب الأكثر منطقية لارتباط وفاة آرثر بـ 537 هو أنه كملك كان مرتبطًا بخصوبة مملكته و 537 كانت فترة مجاعة. كان من المنطقي تمامًا لعالم من العصور الوسطى مع بريطاني الخلفية الثقافية أن وفاة ملك مشهور تسببت في انتشار أنعدام الخصوبة عام 537.» 
ومع ذلك، اعتبر معظم المؤرخين آرثر ومعركة كاملان أسطوريين. جادل المؤرخ نيك هيغام أنه نظرًا لعدم ذكر كاملان في قائمة معارك آرثر في هيستوريا بريتونوم في القرن التاسع، فإن مصدر دخول أناليس كامبريا ربما كان مرثاة ويلزية قديمة أو رثاءًا حول آرثر مختلف، ربما مدرج في علم أنساب ملوك دايفد.

## النُسخ الأسطورية

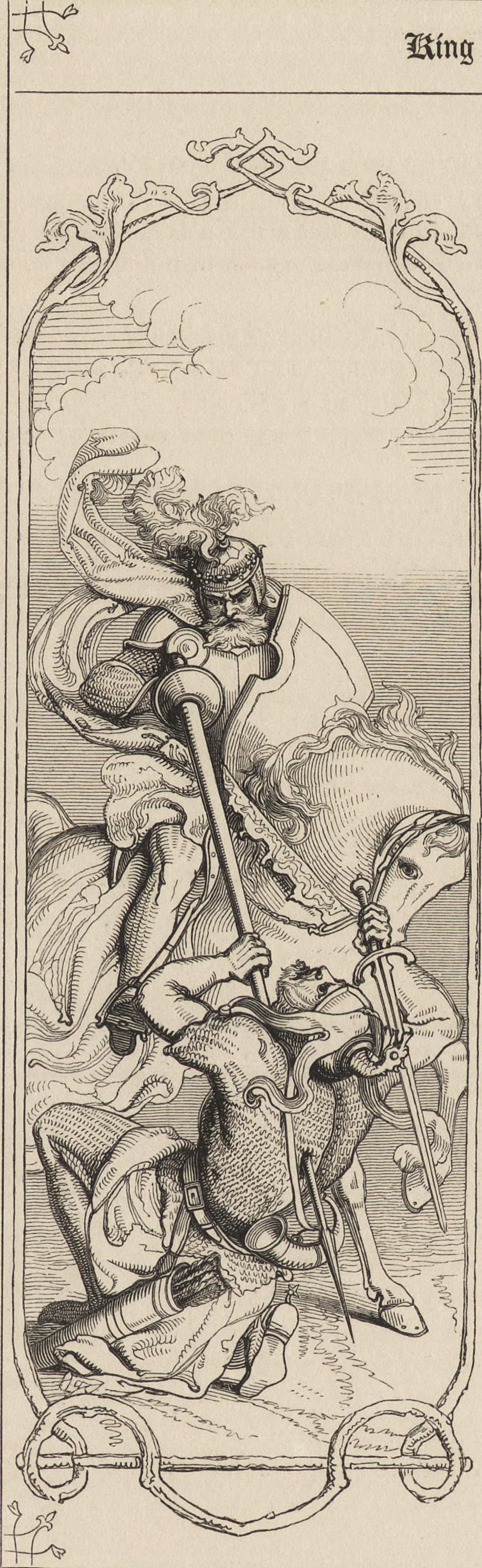
تَصوير لصِراع آرثر وموردريد من كتاب القصص البريطانية لصموئيل كارتر هال.

"لقد كُنتم مُخلِصينَ لي، في الصَدق والأمانة حتى الموتْ: ويا! لتَشُعروا مرة أخرى، كيفَ يمكنني أن أعطي أنفاسي بحُرية! وَالخونة أحياء، مُطارد بينَ الأموات! الآن المَرارة وَجَدت مَكانها. وسَيقع الانتقام على رأسه. * ابق يا مولاي ثم قال الدوق. يا ابق من أجل الحُب والمَحبة؛ تذكر ما تَحدثت عنه الرؤية، ولا تقابل خَصمَك إن كان هوَ. لا تبقيني، أيها الُمسًتحق، هذا الدينْ الذي أدينْ به لفُرساني المُخلصين: عيشوا لي، ارحَموني بالموتْ، سأنتقم لهَم من عَدوهم. ثمَ أمسكَ رُمحه المؤتمن، وامتطى حِصانه: بينما كانَ خادِمُه يَقوم بتثبيته على حِصانه، قُتَلَ وتدفقت أحشائه إلى ركبته. واحَسرَتاه! ثم قال المَلك الجليل، أعيش لأرى هذا المنظر! لرؤية هذا الفارس الطَيب يُقتل هُنا، كل ذلك من أجل حُبه في مُساعَدتي! وضعَ رُمحه في راحَته، وصَرخ "موردريد" بصوتً عالٍ؛ الآنَ اجَعل نَفسك بَينَ حُراسك، أيُها الخائِن، الآنَ الآن جَاءَهُ مَوتُكْ.
رَفعَ السَير موردريد سَيفه، ورَكضَ بِلَهفه لِمُلاقاة الملك. طَعنَ الملك رمحه في جسد السَير موردريد، عِندما شعرَ السَير موردريد بِحَرارت المَوت، ووجد أنه أصيب بجُرحً قاتلْ، أمسَكَ بنفسه الرُمح، وضَربَ الملك بِسَيفه ضربة قاتلة. وماتَ السَير موردريد، عَلى تِلكَ الشجرة؛ بينما انطَلقت تيارات الدمْ جَسد المَلك، وعادَ إيري إلى الدوق. السَير لوكين، السَير الفارس، لقد كُنت مُخلصًا، والآن خذ سَيفي إكسكاليبار، سَيفي الذي وَقَفَ بجانبي كُل هذه السَنوات، خُذ سَيفي إكسكاليبر، وهناكَ أرمهِ في النَهر؛ هنا، منَ الآن فَصاعِدًا، بَينَ هذهِ الشَجرة، قَد تَخليت عنْ كُل اللأسلحة. "
- من كتاب القصص البريطانية لصموئيل كارتر هال.

### في التاريخ الويلزية
إلى جانب سجلات «بأناليس كامبريا»، تم العثور على أحد أقدم الإشارات إلى مَعركة كاملان في القرن التاسع / العاشر تقريبًا كتاب «مقابر إنجلينيون» الجزء 12 من الكتاب الأسود لكارمارثين، كموقع لقبر ابن أسفران. نص النثر الويلزي كيلهوخ وأولوين، الذي يعود تاريخه إلى القرن الحادي عشر أو الثاني عشر، يذكر المعركة مرتين فيما يتعلق بالأبطال الذين قاتلوا هناك. يتضمن النص ثالوثًا يسمي مورفران وسانددي وسينويل سانت مثل الرجال الثلاثة الذين نجوا من مَعركة كاملان: مورفران بسبب قبحه المخيف، سانددي بسبب جماله الملائكي، وسينويل لأنه ترك آرثر اخيراً. يظهر هذا الثالوث أن مَعركة كاملان قَد نجا منها القليل. تقترح المؤرخة كيتلين جرين أن «ابن اوزفران» من «كتاب مقابر إنجلينيون» مرتبط بـ مورفران من كيلهوخ وأولوين. يذكر النص أيضًا جوين هيوار، المشرف على كورنوال وديفون، وهو أحد الرجال التسعة الذين تآمروا في معركة كاملان، مما يشير إلى تقليد ضائع من المؤامرات المعقدة التي تدعم معركة آرثر الأخيرة. 
يقدم كتاب "الثلاثيات الويلزية"  أدلة على السبب المزعوم لمعركة كاملان: أولها تَمرد موردريد ضد آرثر بينما يقوم الأخير بحملة على القارة ويغتصب العرش، مما يحرض على المعركة. وكذلك الصفعة التي قدمتها جوينهيفاتش لأختها جوينهيفار، زوجة آرثر، كواحدة من "الأسباب الثلاث لجزيرة بريطانيا التي تسببت في "فتنة كاملان". ووصفت كملان بأنها واحدة من "ثلاث معارك فاشلة" في بريطانيا، ويُذكر أيضًا هذا الخلاف بين الأخوات. ويصف الكتاب موردريد مداهمة محكمة آرثر، ومُلقين بجوينهيفار على الأرض وقيامه بِضَربها. 

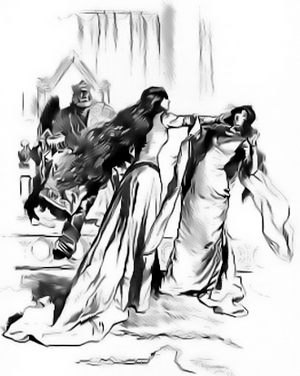
صَفعت جوينهيفاتش لأختها جوينهيفار ، زوجة آرثر ، واحدة من "الاحداث الثلاث التي تسببت في "فتنة كاملان".

تم ذكر كاملان في نسخة من القرن الرابع عشر من قانون ويلز، والذي وفقًا للمؤرخ بيتر بارتروم يوضح أنه كان موضوعًا مألوفًا للكتاب الويلزيين. ينص القانون على أنه «عندما تقوم الملكة بأغنية في الغرفة، دع الشاعر يغني أغنية تحترم كاملان، وأن ليس بصوت عالٍ، حتى لا يتم إزعاج القاعة». يقول الشاعر تودور من القرن الخامس عشر / السادس عشر أن المعركة جاءت من خيانة موردريد وحدثت «حوالي ثمرتين». في الحكاية الويلزية في القرن الثالث عشر / الرابع عشر «حلم رونابوي»،  السبب المباشر للمعركة هو استفزاز متعمد من قبل مبعوث آرثر المارق للسلام المسمى (ادوغ) الذي أهان موردريد عمدًا.

### في التاريخ التَقليدي
أدرج جيفري مونماوث معركة كاملان في سجله التاريخي تاريخ ملوك بريطانيا، الذي كتب حوالي 1136. استندت نسخة جيفري إلى التقاليد الويلزية الحالية، لكنها زينت الاحداث بتفاصيل مخترعة. لم يكن تركيزه على الأفراد ولكن على «شخصية الأمة البريطانية». في الكتابين العاشر والتاسع، يخوض آرثر الحرب ضد الزعيم الروماني لوسيوس تيبيريوس، تاركًا ابن أخيه موردريد مسؤولًا عن بريطانيا. في غياب آرثر، تزوج موردريد سرًا من زوجة آرثر بجوينهيفار وتولى العرش لنفسه. يعود آرثر فيواجه جيشه موردريد في نهر الجمل في كورنوال. وقتل الكثيرون بمن فيهم موردريد. أصيب آرثر بجروح قاتلة واقتيد إلى جزيرة أفالون للتعافي، ومرر التاج إلى قريبه قسطنطين.
كان عمل جيفري مؤثرًا للغاية، وتم تَرجمته في العديد من اللغات الأخرى، بما في ذلك أعمال روبير واس في 1155، ولايامون في العصور الوسطى. العديد من الأعمال اللاحقة تستند إلى حد ما إلى جيفري، بما في ذلك الإنجليزية الوسطى كتاب "الجناس مورتي آرثر"، الذي كتب حوالي عام 1400. يتبع تقليد التأريخ عادةً جيفري في وضع موقع معركة كاملان على نَهر الجمل في كورنوال: بينما وضعها واس مقابل مدخل كورنوال"،  ويحدد لايامون الموقع باسم كاملفورد. في رواية لايامون، بقي آرثر وفرسانه المجهولان فقط على قيد الحياة بعد المعركة. كتب واس: "لا أعرف من خسر، ولا من ربح في ذلك اليوم. لا أحد يعرف اسم مَن انتَصر أو من مات. الكل على حد سواء نسوا، الُمنتصر والذي مات".

### في التاريخ الرومانسي
تم تطوير المزيد من التقاليد حول معركة آرثر النهائية في رومانسيات الفروسية. غالبًا ما تتبع هذه التَناقُلات مخطط جيفري، ولكنها تغير الكثير من التفاصيل. تتحول الأسطورة إلى «شخصية الأفراد» ويتم ذكر الزنا المقترح بين بجوينهيفار ولانسيلوت لأول مرة، في كأس لانسلوت.  ذهب آرثر إلى فرنسا ليس لمحاربة الرومان، ولكن لملاحقة فارسه الرئيسي السابق لانسلوت،  الذي كان قد انخرط في علاقة مع بجوينهيفار وقتل أبناء أخ آرثر (أشقاء موردريد وجاوين) أغرافين، غاهريس وغاريث. يترك موردريد مسؤولاً عن بريطانيا عندما يغادر، فقط لكي يخونه موردريد ويستولي على العرش. يعيد آرثر جيشه المخضرم إلى بريطانيا، حيث يجتمعون مع قوات موردريد التي تفوق عددهم اثنين إلى واحد مع مؤيديه البريطانيين وحلفائه الأجانب (الساكسونيين والأيرلنديين) في سالزبوري بلين في جنوب وسط إنجلترا (لم يتم ذكر كاملان). يبدأ القتال بحادث القدر، عندما يسحب فارس مذهول سيفه لقتل أفعى خلال مفاوضات المواجهة بين موردريد وآرثر. بعد وفاة أعداد كبيرة من كلا الجانبين (بما في ذلك العديد من الملوك الآخرين ومعظم فرسان المائدة المستديرة المتبقين بَعدة حادثة الكأس المقدسة)، قَتَل آرثر موردريد في مبارزة، لكنه أصيب بجروح قاتلة. يكلف آرثر المحتضر فارسه (اعتمادًا على الرواية، إما جريفليت أو بيدفير) بإعادة سيفه إكسكاليبار إلى سيدة البحيرة، ثم يتم نقله إلى أفالون. في رواية مورت أرتوتَقول أن المعركة الوحشية والدموية أسفرت عن مقتل عدد كبير لدرجة أن «مَملكة آرثر لوجريس كانَ محكومًا عليها بالدمار، والعديد من الآخرين معها.» 
تم أستشهاد هذا الحساب لمعركة آرثر الأخيرة في العديد من الأعمال اللاحقة، بما في ذلك دورة «ما بعد فولغيت» الفرنسية القديمة، و«ستانزايك مورتي آرثر»  الإنجليزية الوسطى، وعمل توماس مالوري الإنجليزي المؤثر موت آرثر. كل هذه الأعمال تحدد مكان المعركة في سالزبوري. في كتاب «لا تافولا ريتوندا» الإيطالي، نجا موردريد بالفعل من المَعركة، ليهزم لاحقًا لانسلوت.

### قصة أفالون

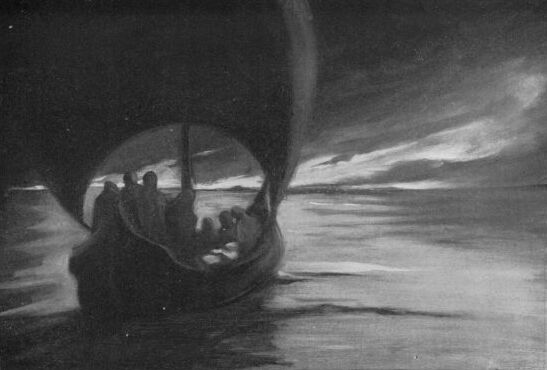
مَوت آرثر بريشة ستيلا لانجديل.

في فكرة شعبية قدمها جيفري مونماوث في سجله التاريخي تاريخ ملوك بريطانيا وضعت في كتابه الأخير فيتا ميرليني،  تَم نُقل آرثر من ساحة معركة كاملان إلى أفالون، وهي جزيرة ساحرة وغريبة في كثير من الأحيان، على أمل أن يتم إنقاذه، تَمَ تسليم آرثر إلى الجنية مورغان في أفالون بواسطة تالييسن بتوجيه من بارينثوس، واستبدلت به امرأتان لم يتم تسميتهما. أظهرَ مؤلفو دورات النثر في وقت لاحق مورغان نفسها (عادة مع اثنين أو أكثر من السيدات الأخريات معها) وهي تصل في قارب خرافي لأخذ الملك بعيدًا، وقد أصبح المشهد مَشهوراً من خلال إدراجه في كتاب موت آرثر.
تعلن بعض الروايات، مثل «ستانزايك مورتي آرثر» و «الجناس مورتي آرثر»، بالإضافة إلى تعليق جيرالد الويلزي،  أن آرثر توفي في أفالون ودُفن هناك. يعطي جيفري فقط إمكانية مفعمة بالأمل (ولكن ليس ضمانًا) لشفاء جروح آرثر في النهاية، ولكن تم ذكر إعادة إحياء آرثر بواسطة مورغان كحقيقة في إعادة كتابة جيفري في «جيستا ريجوم بريتانيا»؛ أخبر واس ولايامون أن هذا قَد حدث بالفعل، مدعيا أن آرثر على وشك العودة. لا تقدم الإصدارات الأخرى، مثل فولجيت مورت أرتو  ولو مورتي دارثر للمالوري،  إجابة محددة لمصير آرثر النهائي.

## المَراجع
1. ↑  Higham، Nicholas J. (2018). King Arthur: The Making of the Legend. New Haven, Connecticut: Yale University Press. ص. 95. ISBN:978-0-300-21092-7.
2. ↑  Breeze، Andrew (2020). British Battles 493-937: Mount Badon to Brunanburh. London. ص. 13–24. JSTOR:j.ctvv4187r.{{استشهاد بكتاب}}:  صيانة الاستشهاد: مكان بدون ناشر (link)
3. ↑  Johnson، Flint. "(PDF) Camlann and 537". researchgate.net. مؤرشف من الأصل في 2021-06-05. اطلع عليه بتاريخ 2021-04-19.
4. ↑  Tom Shippey, "So Much Smoke", review of Nicholas J. Higham, King Arthur: The Making of the Legend, 2018, London Review of Books, 40:24:23 (20 December 2018)
5. ↑  David, Brian, Review of Nicholas J. Higham, King Arthur: The Making of the Legend in Comitatus: A Journal of Medieval and Renaissance Studies 50:221-222 (2019) دُوِي:10.1353/cjm.2019.0021 قالب:Project MUSE
6. ↑  Higham, King Arthur, p. 225.
7. 1 2  Bartrum, Peter C., A Welsh classical dictionary : people in history and legend up to about A.D. 1000, The National library of Wales, 1993, pp. 109-111.
8. ↑  Bromwich and Evans, pp. 8, 85.
9. ↑  Bromwich، Rachel؛ Evans، Simon D. (1992). Culhwch and Olwen: An Edition and Study of the Oldest Arthurian Tale. Cardiff: University of Wales Press. ص. 8, 85. ISBN:070831127X.
10. 1 2 3  Koch، John T. (2006). "Camlan". في Koch، John T. (المحرر). Celtic Culture: A Historical Encyclopedia. ABC-CLIO. ص. 334–335. ISBN:9781851094400. مؤرشف من الأصل في 2021-08-15.
11. ↑  Green، Thomas (2007). Concepts of Arthur. Stroud, Gloucestershire: Tempus. ص. 76. ISBN:978-0-7524-4461-1.
12. ↑  Fulton, Helen (2012). A Companion to Arthurian Literature (بالإنجليزية). John Wiley & Sons. ISBN:9780470672372. Archived from the original on 2012-05-29.
13. ↑  "The Welsh Triads (Siân Echard, University of British Columbia)". faculty.arts.ubc.ca. مؤرشف من الأصل في 2021-04-11. اطلع عليه بتاريخ 2018-06-07.
14. ↑  Lacy, Norris J.; Wilhelm, James J. (17 Jul 2015). The Romance of Arthur: An Anthology of Medieval Texts in Translation (بالإنجليزية). Routledge. ISBN:9781317341833. Archived from the original on 2021-11-20.
15. ↑  Bartrum, Peter C., A Welsh classical dictionary : people in history and legend up to about A.D. 1000, The National library of Wales, 1993, pp. 109-111.
16. ↑  "The Dream Of Rhonabwy | Robbins Library Digital Projects" (بالإنجليزية). Archived from the original on 2021-07-12. Retrieved 2018-07-31.
17. ↑  "Mordred | Robbins Library Digital Projects" (بالإنجليزية). Archived from the original on 2021-07-19. Retrieved 2018-07-31.
18. 1 2  Wilson-Okamura، David Scott (Winter 1997). "Adultery and the Fall of Logres in the Post-Vulgate "Suite du Merlin"". Arthuriana. ج. 7 ع. 4: 16–46. DOI:10.1353/art.1997.0053. JSTOR:27869286. S2CID:161872051.
19. ↑  Geoffrey of Monmouth. History of the Kings of Britain. مؤرشف من الأصل في 2021-11-16.
20. ↑  "Alliterative Morte Arthure, Part IV | Robbins Library Digital Projects" (بالإنجليزية). Archived from the original on 2021-05-17. Retrieved 2018-07-31.
21. ↑  "The Death of Arthur [by Wace] | Robbins Library Digital Projects" (بالإنجليزية). Archived from the original on 2021-05-18. Retrieved 2018-07-31.
22. ↑  "The Death of Arthur [by Layamon] | Robbins Library Digital Projects" (بالإنجليزية). Archived from the original on 2021-05-18. Retrieved 2018-07-31.
23. ↑  Nickel، Helmut (1993). "Surviving Camlann". Quondam et Futurus. ج. 3 ع. 1: 32–37. JSTOR:27870222. مؤرشف من الأصل في 2021-11-20.
24. ↑  "Mort Artu I". www.ancienttexts.org. مؤرشف من الأصل في 2021-04-21. اطلع عليه بتاريخ 2018-07-31.
25. ↑  Lacy، Norris J. (2010). Lancelot-Grail: The death of Arthur. ISBN:9781843842309. مؤرشف من الأصل في 2021-11-20.
26. ↑  "Stanzaic Morte Arthur, Part 3 | Robbins Library Digital Projects" (بالإنجليزية). Archived from the original on 2021-05-17. Retrieved 2018-07-31.
27. ↑  "Le Morte D'Arthur, Vol. II (of II) by Sir Thomas Malory". www.gutenberg.org (بالإنجليزية). Archived from the original on 2021-05-04. Retrieved 2018-07-31.
28. ↑  "Frequently Asked Questions about the Arthurian Legends | Robbins Library Digital Projects" (بالإنجليزية). Archived from the original on 2021-11-14. Retrieved 2018-07-31.
29. ↑  "Vita Merlini: The Life of Merlin". www.maryjones.us. مؤرشف من الأصل في 2021-08-17. اطلع عليه بتاريخ 2018-07-31.
30. ↑  "The Tomb of King Arthur | Robbins Library Digital Projects" (بالإنجليزية). Archived from the original on 2021-05-17. Retrieved 2018-07-31.
31. ↑  The History of the Holy Grail (بالإنجليزية). Boydell & Brewer Ltd. 2010. ISBN:9781843842248. Archived from the original on 2022-04-25.
32. ↑  Lynch, Andrew. “‘… ‘IF INDEED I GO’: ARTHUR’S UNCERTAIN END IN MALORY AND TENNYSON.” Arthurian Literature XXVII, pp. 19–32.